# Threat Signal
Threat Signal é uma banda de metalcore e death metal melódico formada em 2003 na cidade de Hamilton, Canadá.

## Integrantes

### Atuais
- Jon Howard – vocal (desde 2003)
- Travis Montgomery – guitarra (desde 2007)
- Pat Kavanagh – baixo, vocal de apoio (desde 2006)
- Kris Norris – guitarra (desde 2012)
- Joey Muha – bateria (desde 2012)

### Anteriores
- Chris Feener – guitarra (2010 – 2012)
- Alex Rüdinger – bateria (2010 – 2012)
- Norman Killeen – bateria (2007 – 2010) Falecido em 2016[3]
- Adam Weber – guitarra (2007 – 2010)
- Kyle McKnight – guitarra (2003 – 2007)
- George Parfitt – bateria (2006 – 2007)
- Rich Howard – guitarra, vocal de apoio (2003 – 2006, 2007)
- Marco Bressette – baixo (2005 – 2006), guitarra (2006 – 2007)
- Eric Papky – baixo (2004 – 2005)
- Adam Matthews – bateria (2004 – 2005)

## Discografia

### Álbuns de estúdio
- Under Reprisal (Nuclear Blast, 2006)
- Vigilance (Nuclear Blast, 2009)
- Threat Signal (Nuclear Blast, 2011)
- Disconnect (2017)

### EP's
- Rational Eyes (Re-Issue in 2005 by Gomek, 2004)

### Singles
- "Rational Eyes" (Nuclear Blast, 2006)
- "A New Beginning" (Nuclear Blast, 2008)
- "Through My Eyes" (Nuclear Blast, 2009)
- "Fallen Disciples" (Nuclear Blast, 2011)
- "Face The Day" (Nuclear Blast, 2011)